# Comuna de Rokietnica
Rokietnica (polaco: Gmina Rokietnica) é uma gminy (comuna) na Polónia, na voivodia de Grande Polónia e no condado de Poznański. A sede do condado é a cidade de Rokietnica.
De acordo com os censos de 2004, a comuna tem 8706 habitantes, com uma densidade 109,8 hab/km².

## Área
Estende-se por uma área de 79,31 km², incluindo:
- área agrícola: 83%
- área florestal: 8%

## Demografia
Dados de 30 de Junho 2004:
|                      | Total   | Total | Mulheres | Mulheres | Homens  | Homens |
| -------------------- | ------- | ----- | -------- | -------- | ------- | ------ |
|                      | pessoas | %     | pessoas  | %        | pessoas | %      |
| População            | 8706    | 100   | 4474     | 51,4     | 4232    | 48,6   |
| Densidade (pop./km²) | 109,8   | 100   | 56,4     | 56,4     | 53,4    | 53,4   |

De acordo com dados de 2002, o rendimento médio per capita ascendia a 1630,79 zł.

## Subdivisões
- Kiekrz-Pawłowice, Kobylniki, Krzyszkowo, Mrowino-Cerekwica, Napachanie-Dalekie, Przybroda, Rokietnica, Sobota-Bytkowo, Starzyny-Rogierówko, Żydowo-Rostworowo.

## Comunas vizinhas
- Kaźmierz, Oborniki, Poznań, Suchy Las, Szamotuły, Tarnowo Podgórne